# 池高聖
池高 聖（いけたか さとし 1931年4月8日 -2022 年1月20日）は、山口県周南市の徳山大学を経営する学校法人徳山教育財団理事長。元東洋鋼鈑株式会社専務取締役兼下松工場工場長。北九州市小倉北区出身。2022年1月20日午前6時01分誤嚥性肺炎で死去。

## 学歴
- 福岡県立小倉高等学校卒
- 九州大学工学部卒

## 経歴
- 中山製鋼所社員
- 東洋鋼鈑入社
- 鋼鈑工業株式会社代表取締役社長
- 東洋鋼鈑株式会社専務取締役兼下松工場工場長
- 山口県経営者協会副会長
- 山口県地方労働委員
- 山口県地方港湾審議会委員
- 徳山工業高等専門学校非常勤講師

## 選挙
- 2004年4月11日投票の山口県下松市長選挙に下松市と周南市など2市2町の合併を掲げて自民党、公明党の推薦と民主党の支持で出馬したが、合併に慎重な現職井川成正に敗れた。

## 現在
- 学校法人徳山教育財団理事長
- 周南新商品創造プラザ専務理事
- 西京銀行社外監査役（平成24年６月より平成28年6月まで）